# Scoglitti
Scoglitti (Scugghitti in siciliano), 4 175 abitanti, è l'unica frazione di Vittoria nel libero consorzio comunale di Ragusa: si trova sulla costa del golfo di Gela, nei pressi della zona archeologica di Kamarina.

## Geografia fisica
Scoglitti è un paese marittimo, frazione di Vittoria, da cui dista 10,87 km. Si affaccia sul Canale di Sicilia, nei pressi della foce del fiume Ippari. Il territorio ricade sulla piana di Vittoria; il litorale possiede ampie spiagge, ricoperte da dune, di una fine sabbia dorata. Il clima è molto temperato e secco.

## Storia
Secondo il geografo arabo al-Idrisi la località era conosciuta con il toponimo di Gazirat el-Haman ("Scoglietti dei colombi").
Insediamenti si registrano a partire dal XVII secolo, in concomitanza della fondazione di Vittoria, di cui costituisce lo sbocco a mare e il porto per il collegamento con Malta.
Lo sviluppo della zona si avrà solo in seguito all'abolizione della feudalità, nel 1812. Conseguenza ne fu inizialmente l'espansione del commercio del vino, ma anche lo sfruttamento del porto che funse da caricatoio per le derrate agricole; nel XX secolo si diffusero inoltre dei magazzini per la salatura del pesce, che oggi non esistono più. Il tessuto urbano si sviluppò solo nell'Ottocento e si mantenne quasi invariato fino agli anni cinquanta. La piccola frazione marina è stata anche teatro dello sbarco anglo-americano avvenuto il 9 e 10 luglio 1943, parte dell'operazione Husky e inizio della campagna d'Italia.

## Cultura

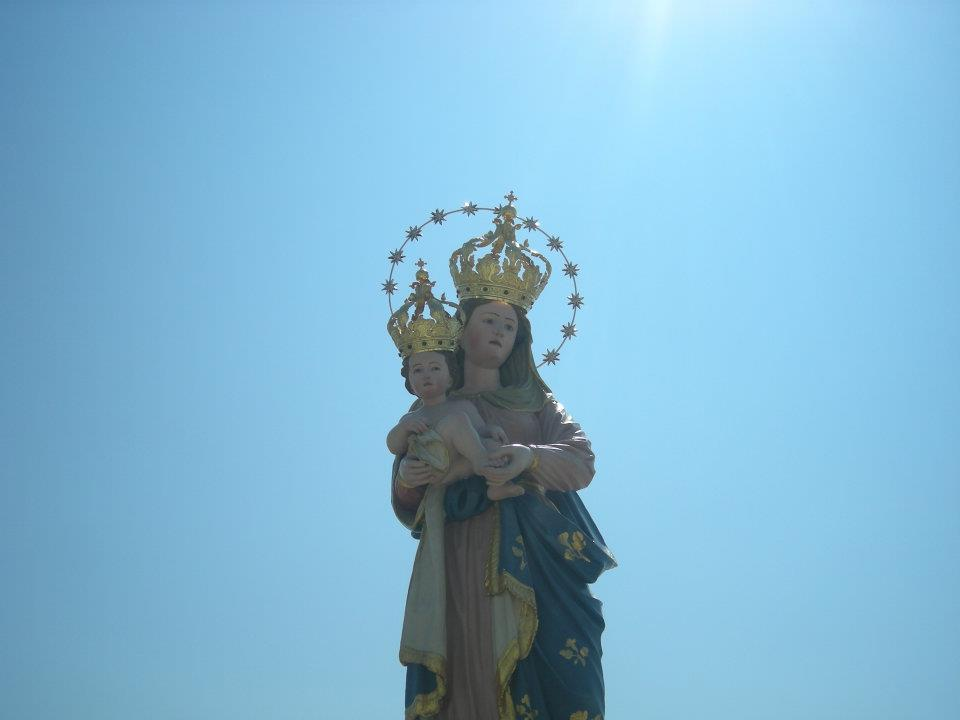
Statua dell'Assunta di Cammarana, Santa Maria di Portosalvo del 1685, patrona principale di Scoglitti

Ha al suo interno urbanistico la Chiesetta di Santa Maria di Portosalvo oggi detta di San Francesco di Paola per distinguerla dalla nuova chiesa omonima, la Chiesa madre di Santa Maria di Portosalvo edificata nel 1937 dono di papa Pio XI dentro la quale è conservata la statua lignea di  "S. Franciscuzzu", proveniente da una nave spagnola naufragata nei secoli scorsi e la statua della patrona Assunta di Cammarana, Santa Maria di Portosalvo del 1685; il Faro ("a lanterna") e molte strutture architettoniche in stile Liberty.
Nel 2016, nei locali del Faro , grazie ad un finanziamento del FEP e alla collaborazione dei pescatori locali, è stato inaugurato il "Piccolo Museo del Mare", dove le tradizioni marinare si incontrano con la tecnologia . Ospita un acquario marino con le specie locali e il centro di informazioni turistiche . Dal 2018 la struttura non è più aperta e funzionante.  

### Feste e sagre
- L'Estate scoglittese, caratterizza ogni anno i mesi estivi, offrendo un ricco programma di attività e spettacoli. Dal 2006 al 2011 con la denominazione "Open Village" è stata inserita nei calendari di promozione turistica della Regione Sicilia e ha ospitato eventi e artisti di fama nazionale e internazionale.
- Maria Santissima di Portosalvo Assunta di Kamarina dal 1 agosto alla penultima domenica di agosto.
- San Francesco di Paola la seconda domenica di luglio.
- San Giuseppe 19 marzo e la domenica successiva con le "Tavole di San Giuseppe".
- Venerdì santo con le sacre rappresentazioni: la mattina "la Via Crucis vivente" e la sera i tradizionali "Parti" e a seguire processione con i simulacri del Cristo morto e della Madonna addolorata.

## Economia
Scoglitti economicamente gode di pesca, agricoltura in serre, e soprattutto turismo.
Dal 2006 si è attrezzata per favorire ai turisti un ricco programma estivo di carattere sportivo e culturale: torneo nazionale di beach volley, cinema e teatro all'aperto, sport,  musica e concerti. Scoglitti è inoltre dotata di un porto peschereccio, turistico e da rifugio per le barche da pesca. Una caratteristica del piccolo paese è la vendita del pesce presso il piccolo mercato ittico (accanto al faro) ogni giorno.
Dal 1997 al 2016 si sono svolti, sotto l'egida delle federazioni sportive competenti, campionati e tornei nazionali e internazionali di beach volley e beach soccer seguiti dalle principali emittenti televisive.

## Porto

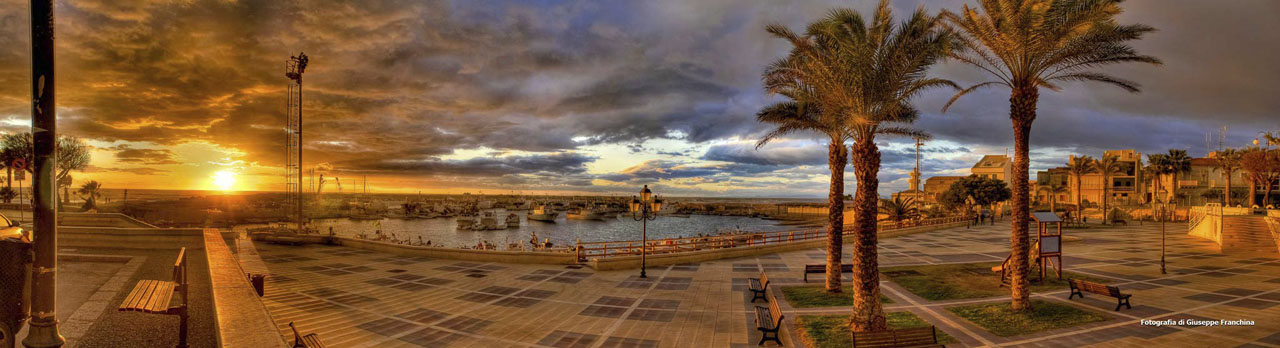
Piazza sorelle Arduino e il porto di Scoglitti

L'attuale porto di Scoglitti fu costruito nel 1879, grazie al senatore del Regno Rosario Cancellieri, quando si sentiva l'esigenza di un porto vero e proprio. Prima di tale data il porto precedente aveva ricoperto un ruolo fondamentale nel Settecento, con l'esportazione a Malta di vino Cerasuolo, grazie alla coltivazione dei vigneti nel territorio circostante. Il porto fu definito "porto di quarta classe", seppur di dimensioni ridotte.